# أوبيخو (قرطبة)
بلدية أُبال (بالإسبانية: Obejo أوبيخو)‏، هي إحدى بلديات مقاطعة قرطبة إحدى مقاطعات إسبانيا، و التي تقع في منطقة الأندلس جنوب إسبانيا.
يبلغ عدد سكانها 1.824 نسمة وفقاً لإحصائية سنة (2007).